# شهرستان نیوبرارا (وایومینگ)
شهرستان نیوبرارا، وایومینگ (به انگلیسی: Niobrara County, Wyoming) یک سکونتگاه مسکونی در ایالات متحده آمریکا است که در وایومینگ واقع شده‌است.

## خصوصیات
شهرستان نیوبرارا ۶٬۸۰۶٫۵۳ کیلومترمربع مساحت دارد.